# Werner Saxinger
Werner Saxinger (* 22. Februar 1966 in Grieskirchen, Oberösterreich) ist ein österreichischer Dermatologe, Venerologe und Politiker der Österreichischen Volkspartei (ÖVP). Vom 1. April 2020 bis zum 23. Oktober 2024 war er Abgeordneter zum Nationalrat.

## Leben
Werner Saxinger besuchte nach der Volksschule in Linz das dortige Gymnasium Aloisianum, wo er 1984 maturierte. Anschließend begann er ein Studium der Humanmedizin an der Universität Wien, wo er 1992 zum Doktor der Medizin promovierte. Danach leistete er den Präsenzdienst. Von 1993 bis 1996 erfolgte die Ausbildung zum Arzt für Allgemeinmedizin am Klinikum Wels und an der Landesfrauenklinik Linz, anschließend bis 2002 die Ausbildung zum Facharzt für Dermatologie am Klinikum Wels. 2007/08 absolvierte er ein Masterstudium des Gesundheitsmanagements an der Donau-Universität Krems, das er als Master of Science abschloss.
Seit 2002 ist er Facharzt für Dermatologie und Venerologie, 2003 erfolgte die Ernennung zum Oberarzt, 2005 wurde er Facharzt für Angiologie. Seit Februar 2009 ist er Abteilungsvorstand der Dermatologie und Venerologie am Klinikum Wels-Grieskirchen, 2019 wurde er zum Medizinalrat ernannt. Saxinger ist Primärärztevertreter der Ärztekammer Oberösterreich, Vorstandsmitglied der oberösterreichischen Krebshilfe und seit Jänner 2019 Mitglied des oberösterreichischen Landessanitätsrates. Von 2014 bis 2019 war er Vorsitzender der Österreichischen Gesellschaft für Dermatochirurgie (ÖGDC), deren stellvertretender Vorsitzender er zuvor ab 2011 war.

### Forschung
Seine Forschungsarbeiten lassen sich in zwei Bereiche unterteilen: Die INSPECT-Studie (2008–2020, Frontiers in Oncology) zeigt, dass Elektrochemotherapie, etwa mit Bleomycin, eine effektive lokale Behandlung bei kutanem Plattenepithelkarzinom darstellt.
Er belegte zum anderen mit Registerdaten aus Österreich die Wirksamkeit moderner Psoriasis-Therapien – von Anti-IL‑23-Antikörpern und TNF‑α-Inhibitoren (z. B. Adalimumab) bis hin zu Apremilast. 

### Politik
Saxinger kandidierte bei Nationalratswahl 2017 für die ÖVP auf dem 15. Platz der Bundesliste sowie auf dem 19. Listenplatz im Landeswahlkreis Oberösterreich. Bei der Nationalratswahl 2019 war er auf dem 19. Listenplatz der ÖVP-Bundesliste und auf dem 13. Listenplatz im Landeswahlkreis Oberösterreich gereiht. Am 3. April 2020 wurde er in der XXVII. Gesetzgebungsperiode als Abgeordneter zum österreichischen Nationalrat angelobt. Er rückte für den früheren Rechnungshof-Präsidenten und Justizminister Josef Moser nach, der aus dem Parlament ausschied, und übernahm nach dem Mandatsverzicht von Martina Ess Mosers Mandat auf der Bundesliste.
Nach der Nationalratswahl 2024 schied er mit 23. Oktober 2024 aus dem Nationalrat aus.